# Struthiola ciliata
Struthiola ciliata är en tibastväxtart. Struthiola ciliata ingår i släktet Struthiola och familjen tibastväxter.

## Underarter
Arten delas in i följande underarter:
- S. c. angustifolia
- S. c. ciliata
- S. c. incana
- S. c. schlechteri